# Радзилув (гмина)
Радзилув (пол. Radziłów) — сельская гмина (волость) в Польше, входит как административная единица в Граевский повет, Подляское воеводство. Население — 5142 человека (на 2004 год). Административный центр гмины — деревня Радзилув.

## Демография
| Перепись                       | Всего   | Всего | Женщины | Женщины | Мужчины | Мужчины |
| ------------------------------ | ------- | ----- | ------- | ------- | ------- | ------- |
| Единицы                        | человек | %     | человек | %       | человек | %       |
| Население                      | 5142    | 100   | 2576    | 50,1    | 2566    | 49,9    |
| Плотность населения (чел./км²) | 25,8    | 25,8  | 12,9    | 12,9    | 12,9    | 12,9    |

## Поселения
1. Барвики
2. Боравске-Ависса
3. Боравске-Ависса-Колёня
4. Бродово
5. Брыхы
6. Чахы
7. Чапле
8. Червонки
9. Дембувка
10. Душе
11. Глинки
12. Гронд
13. Яново
14. Карвово
15. Келььяны
16. Климашевница
17. Случ-Колёне
18. Конопки
19. Конопки-Ависса
20. Ковнатки
21. Крамажево
22. Лое-Ависса
23. Лое-Грензко
24. Микуты
25. Мсцихы
26. Окрасин
27. Островик
28. Рациборы
29. Радзилув
30. Радзилув-Колёня
31. Рыдзево-Пенёнжек
32. Рыдзево-Шляхецке
33. Случ
34. Сосня
35. Шлясы
36. Шийки
37. Свенценин
38. Свенценин-Колёня
39. Вёнзовница
40. Выпыхы
41. Закшево
42. Зависе

## Соседние гмины
1. Гмина Гонёндз
2. Гмина Граево
3. Гмина Едвабне
4. Гмина Пшитулы
5. Гмина Тшчанне
6. Гмина Вонсош